# Давор Шешић
Давор Шешић (Бања Лука, 17. јун 1985) српски је политичар, дипломирани правник и актуелни народни посланик у Народној скупштини Републике Српске испред Српске демократске странке.

## Биографија
Давор Шешић је рођен 1985. године у Бањој Луци. У истом граду завршио је основну и средњу школу, након чега је дипломирао на Правном факултету Универзитета у Бањој Луци. Ожењен је, отац једног детета. Члан је Српске демократске странке дуже од једне деценије.
На општим изборима 2014. године изабран је за народног посланика у Народној скупштини Републике Српске.

## Политички ангажман
У периоду од 2012. до 2014. године био је одборник у Скупштини града Бања Лука испред Српске демократске странке. На општим изборима 2014. године изабран је за народног посланика. Предсједник је скупштинског Одбора за питања деце, младих и спорта и замјеник је предсједника Одбора за уставна питања. 2022. године напушта Српску демократску странку и приступа Социјалистичкој партији. Убрзо након тога напушта и Социјалистичку партију.